# Ekstra-liha Futsalu
Ekstra-liha ukraińska w futsalu (ukr. Екстра-ліга) – najwyższa w hierarchii klasa męskich ligowych rozgrywek w futsalu na Ukrainie, będąca jednocześnie najwyższym szczeblem centralnym (I poziom ligowy), utworzona w 1995 roku i zarządzana przez Asocjację Klubów Futsalowych Ekstra-liha, a wcześniej przez Asocjację Futsalu Ukrainy (AMFU) i Ukraiński Związek Piłki Nożnej (FFU). Zmagania w jej ramach toczą się cyklicznie (co sezon) i przeznaczone są dla 10 najlepszych krajowych klubów piłkarskich. Jej triumfator zostaje Mistrzem Ukrainy, zaś najsłabsze drużyny są relegowane do I ligi ukraińskiej. Do roku 2011 liga nazywała się Wyszcza Liha Ukrainy w futsalu (ukr. Вища ліга України з футзалу).

## Historia
W 1990 roku została założona Asocjacja Futsalu ZSRR, a w strukturze Federacji Piłkarskiej ZSRR Komitet Futsalu, który organizował pierwsze mistrzostwo ZSRR w futsalu. Jednym z końcowych kolejek mistrzostw ZSRR miały miejsce na Ukrainie w Krzemieńczuku z udziałem 8 zespołów. Ukrainę prezentował klub Mechanizator Dniepropetrowsk i Syntez Krzemieńczuk.
9 marca 1993 w Dniepropetrowsku odbyła się Konferencja założycielska na której postanowiono stworzyć Asocjację Futsalu Ukrainy. Na konferencji najpierw pełniący obowiązki Prezydenta Związku Klubów Futsalowych Ukrainy Wołodymyr Kobzariew poinformował uczestników konferencji o stanie i rozwoju futsalu na Ukrainie. Następnie po  dyskusji i głosowaniu (35 głosów za przy jednym głosie wstrzymującym) został zatwierdzony projekt statutu Asocjacji Futsalu Ukrainy. Na konferencji Prezesem Asocjacji Futsalu Ukrainy jednogłośnie został wybrany Hennadij Łysenczuk.
14 – 18 czerwca 1993 roku odbył się pierwszy finał Pucharu Ukrainy z udziałem ośmiu drużyn.
Pierwszą edycję rozgrywek mistrzostw Ukrainy przeprowadzono w sezonie 1993/1994 (w systemie „jesień-wiosna”), a do rywalizacji przystąpiło 16 drużyn (według kolejności w końcowej tabeli): Slid Kijów (premierowy Mistrz Ukrainy), Nadija Zaporoże, Nika Dniepropetrowsk, Rita Charków, Mechanizator Dniepropetrowsk, Wodejar Krzemieńczuk, Awanhard Żółte Wody, Donbas Donieck, Inha Charków, MFK Szachtar Donieck, KrAZ Krzemieńczuk, Ometa Chersoń, Sławutycz Sławuta, Wułkan Czerkasy, Fotopryład Czerkasy, Inturist Zaporoże.

## Skład ligi w sezonie 2024/25
- Athletic Futsal Dniepr
- Aurora Kijów
- Enerhija Lwów
- HIT Kijów
- in.IT Lwów
- Kardynał Równe
- Lubart Łuck
- MSK Charków
- SkyUp Futsal Kijów
- Sokił Chmielnicki
- Sucha Bałka Żółte Wody
- Urahan Iwano-Frankiwsk

## Mistrzowie i pozostali medaliści

### Mistrzostwa Ukraińskiej SRR
| Sezon                                                            | K | K | T | Mistrz                       | Wicemistrz           | III miejsce | Br. | Król strzelców             | Uwagi    |
| Mistrzostwa Ukraińskiej SRR (ukr. Чемпіонат УРСР з міні-футболу) |   |   |   |                              |                      |             |     |                            |          |
| 1990                                                             |   |   | 1 | Mechanizator Dniepropetrowsk | Metałurh Switłowodsk | Fakeł Lwów  | 7   | Rusłan Hreśko (Fakeł Lwów) | 5 klubów |

### Mistrzostwa Ukrainy
| Sezon                                                             | K | K | T | Mistrz                       | Wicemistrz                       | III miejsce                      | Br. | Król strzelców                                                         | Uwagi                          |
| Mistrzostwa Ukrainy (ukr. Чемпіонат України з міні-футболу)       |   |   |   |                              |                                  |                                  |     |                                                                        |                                |
| 1991                                                              |   |   | 2 | Mechanizator Dniepropetrowsk | ChTI Dniepropetrowsk             | AhroUniwersytet Dniepropetrowsk  | ?   | Ołeksandr Jacenko (Awiator Kijów)                                      | 10 klubów                      |
| 1992                                                              |   |   | 1 | Nadija Zaporoże              | Mechanizator Dniepropetrowsk     | MFK Orbita Zaporoże              | 28  | Ołeksandr Jacenko (Nadija Zaporoże)                                    | 13 klubów                      |
| Wyszcza Liha Ukrainy w futsalu (ukr. Вища ліга України з футзалу) |   |   |   |                              |                                  |                                  |     |                                                                        |                                |
| 1993/94                                                           |   |   | 1 | SKIF-Slid Kijów              | Nadija Zaporoże                  | Nika Dniepropetrowsk             | 56  | Wiktor Bakum (Awanhard Żółte Wody)                                     | 16 klubów                      |
| 1994/95                                                           |   |   | 1 | Mechanizator Dniepropetrowsk | Hirnyk Krasnohoriwka             | Nadija Zaporoże                  | 63  | Ihor Moskwyczow (Hirnyk Krasnohoriwka)                                 | 14 klubów                      |
| 1995/96                                                           |   |   | 1 | Łokomotyw Odessa             | Mechanizator Dniepropetrowsk     | DSS Zaporoże                     | 59  | Ołeksandr Jacenko (Nadija Zaporoże)                                    | 15 klubów                      |
| 1996/97                                                           |   |   | 2 | Łokomotyw Odessa             | Interkas Kijów                   | DSS Zaporoże                     | 48  | Ołeksandr Jacenko (Nadija Zaporoże)                                    | ? klubów                       |
| 1997/98                                                           |   |   | 3 | Łokomotyw Odessa             | Interkas Kijów                   | Winner Ford Uniwersytet Zaporoże | 51  | Serhij Koridze (Łokomotyw Odessa)                                      | ? klubów                       |
| 1998/99                                                           |   |   | 1 | Interkas Kijów               | Winner Ford Uniwersytet Zaporoże | Zaporiżkoks Zaporoże             | 52  | Ihor Moskwyczow (Winner Ford Uniwersytet Zaporoże)                     | ? klubów                       |
| 1999/00                                                           |   |   | 2 | Interkas Kijów               | Zaporiżkoks Zaporoże             | DSS Zaporoże                     | 80  | Serhij Koridze (Interkas Kijów)                                        | ? klubów                       |
| 2000/01                                                           |   |   | 1 | Unisport-Budstar Kijów       | InterKrAZ Kijów                  | DSS Zaporoże                     | 34  | Ihor Moskwyczow (Zaporiżkoks Zaporoże)                                 | ? klubów                       |
| 2001/02                                                           |   |   | 1 | Szachtar Donieck             | InterKrAZ Kijów                  | DSS Zaporoże                     | 45  | Ihor Moskwyczow (Szachtar Donieck)                                     | ? klubów                       |
| 2002/03                                                           |   |   | 3 | InterKrAZ Kijów              | Szachtar Donieck                 | DSS Zaporoże                     | 41  | Ihor Moskwyczow (Szachtar Donieck)                                     | ? klubów                       |
| 2003/04                                                           |   |   | 2 | Szachtar Donieck             | DSS Zaporoże                     | Jenakijeweć Jenakijewe           | 36  | Ihor Moskwyczow (Szachtar Donieck)                                     | ? klubów                       |
| 2004/05                                                           |   |   | 3 | Szachtar Donieck             | Interkas Kijów                   | Jenakijeweć Jenakijewe           | 44  | Wałentyn Cwełych (Urahan Iwano-Frankiwsk)                              | 15 klubów                      |
| 2005/06                                                           |   |   | 4 | Szachtar Donieck             | Enerhija Lwów                    | Interkas Kijów                   | 34  | Serhij Taranczuk (Uniwer-Łoko Charków)                                 | ? klubów                       |
| 2006/07                                                           |   |   | 1 | Enerhija Lwów                | Interkas Kijów                   | Szachtar Donieck                 | 37  | Serhij Sytin (Szachtar Donieck)                                        | ? klubów                       |
| 2007/08                                                           |   |   | 5 | Szachtar Donieck             | Enerhija Lwów                    | Jenakijeweć Jenakijewe           | 32  | Wałentyn Cwełych (ŁTK Ługańsk)                                         | ? klubów                       |
| 2008/09                                                           |   |   | 1 | Tajm Lwów                    | Szachtar Donieck                 | Jenakijeweć Jenakijewe           | 38  | Maksym Pawłenko (Tajm Lwów)                                            | ? klubów                       |
| 2009/10                                                           |   |   | 2 | Tajm Lwów                    | Szachtar Donieck                 | Enerhija Lwów                    | 34  | Wałentyn Cwełych (Urahan Iwano-Frankiwsk)                              | ? klubów                       |
| 2010/11                                                           |   |   | 1 | Urahan Iwano-Frankiwsk       | Enerhija-Tajm Lwów               | Łokomotyw Charków                | 27  | Serjão (Urahan Iwano-Frankiwsk)                                        | ? klubów                       |
| Ekstra-liha (ukr. Екстра-ліга)                                    |   |   |   |                              |                                  |                                  |     |                                                                        |                                |
| 2011/12                                                           |   |   | 2 | Enerhija Lwów                | Łokomotyw Charków                | Urahan Iwano-Frankiwsk           | 26  | Maksym Pawłenko (Enerhija Lwów)                                        | ? klubów                       |
| 2012/13                                                           |   |   | 1 | Łokomotyw Charków            | Urahan Iwano-Frankiwsk           | Enerhija Lwów                    | 26  | Bohdan Swyrydow (ŁTK Ługańsk)                                          | 7 klubów; liga+playoff         |
| 2013/14                                                           |   |   | 2 | Łokomotyw Charków            | Enerhija Lwów                    | Urahan Iwano-Frankiwsk           | 21  | Jewhen Rohaczow (Enerhija Lwów)                                        | 7 klubów; liga+playoff         |
| 2014/15                                                           |   |   | 3 | Łokomotyw Charków            | Sportlider+ Chmielnicki          | Enerhija Lwów                    | 30  | Dmytro Kałukow (Sportlider+ Chmielnicki)                               | 10 klubów; liga+playoff        |
| 2015/16                                                           |   |   | 3 | Enerhija Lwów                | Łokomotyw Charków                | Prodexim Chersoń                 | 21  | Mychajło Grycyna (Enerhija Lwów), Mychajło Wolaniuk (Prodexim Chersoń) | 9 klubów; liga+playoff         |
| 2016/17                                                           |   |   | 1 | Prodexim Chersoń             | Enerhija Lwów                    | Łokomotyw Charków                | 22  | Mychajło Grycyna (Enerhija Lwów)                                       | 10 klubów; liga+playoff        |
| 2017/18                                                           |   |   | 2 | Prodexim Chersoń             | Enerhija Lwów                    | Tytan Pokrowśke                  | 26  | Ołeksandr Pediasz (Sokił/HIT)                                          | 10 klubów; liga+playoff        |
| 2018/19                                                           |   |   | 3 | Prodexim Chersoń             | Urahan Iwano-Frankiwsk           | HIT Kijów                        | 20  | Artem Fareniuk (Urahan Iwano-Frankiwsk)                                | 10 klubów; liga+playoff        |
| 2019/20                                                           |   |   | 4 | Prodexim Chersoń             | HIT Kijów                        | Urahan Iwano-Frankiwsk           | 17  | Danyło Abakszyn (Urahan Iwano-Frankiwsk)                               | 9 klubów; liga+playoff         |
| 2020/21                                                           |   |   | 2 | Urahan Iwano-Frankiwsk       | Prodexim Chersoń                 | HIT Kijów                        | 24  | Danyło Abakszyn (Urahan Iwano-Frankiwsk)                               | 10 klubów; liga+playoff        |
| 2021/22                                                           |   |   |   | Prodexim Chersoń             | Urahan Iwano-Frankiwsk           | HIT Kijów                        | 18  | Mychajło Wolaniuk (Kardynał-Riwnestandart Równe)                       | 9 klubów; nie dokończone       |
| 2022/23                                                           |   |   | 1 | HIT Kijów                    | Urahan Iwano-Frankiwsk           | Kardynał-Riwnestandart Równe     | 33  | Jewhenij Żuk (HIT Kijów)                                               | 10 klubów; liga (2gr.)+playoff |
| 2023/24                                                           |   |   | 2 | HIT Kijów                    | Enerhija Lwów                    | Urahan Iwano-Frankiwsk           | 32  | Artem Fareniuk (Urahan Iwano-Frankiwsk)                                | 10 klubów; liga+playoff        |

## Statystyka

### Klasyfikacja według klubów
W dotychczasowej historii oficjalnych rozgrywek o Mistrzostwo Ukrainy na podium oficjalnie stawało w sumie 20 drużyn. Mistrzostwo Ukrainy zostało do tej pory zdobyte przez 12 różnych klubów. Liderem klasyfikacji jest Szachtar Donieck, który zdobył 5 tytułów mistrzowskich. 
Stan na 31 maja 2024.
Uwaga: z wyjątkiem rozgrywek o Puchar Ukraińskiej SRR.
| Lp. | Klub                             | Miejsca na podium | Miejsca na podium | Miejsca na podium | Zwycięskie sezony                  |   |   |                                             |
| --- | -------------------------------- | ----------------- | ----------------- | ----------------- | ---------------------------------- | - | - | ------------------------------------------- |
| Lp. | Klub                             | 1.                | Szachtar Donieck  | 5                 | Zwycięskie sezony                  | 3 | 1 | 2001/02, 2003/04, 2004/05, 2005/06, 2007/08 |
| 2.  | Prodexim Chersoń                 | 4                 | 1                 | 1                 | 2016/17, 2017/18, 2018/19, 2019/20 |   |   |                                             |
| 3.  | Enerhija Lwów                    | 3                 | 7                 | 3                 | 2006/07, 2011/12, 2015/16          |   |   |                                             |
| 4.  | Interkas Kijów                   | 3                 | 6                 | 1                 | 1998/99, 1999/00, 2002/03          |   |   |                                             |
| 5.  | Łokomotyw Charków                | 3                 | 2                 | 2                 | 2012/13, 2013/14, 2014/15          |   |   |                                             |
| 6.  | Łokomotyw Odessa                 | 3                 | 0                 | 0                 | 1995/96,1996/97, 1997/08           |   |   |                                             |
| 7.  | Urahan Iwano-Frankiwsk           | 2                 | 3                 | 4                 | 2010/11, 2020/21                   |   |   |                                             |
| 8.  | HIT Kijów                        | 2                 | 1                 | 2                 | 2022/23, 2023/24                   |   |   |                                             |
| 9.  | Tajm Lwów                        | 2                 | 0                 | 0                 | 2008/09, 2009/10                   |   |   |                                             |
| 10. | Mechanizator Dniepropetrowsk     | 1                 | 1                 | 0                 | 1994/95                            |   |   |                                             |
| 11. | SKIF-Slid Kijów                  | 1                 | 0                 | 0                 | 1993/94                            |   |   |                                             |
| 11. | Unisport-Budstar Kijów           | 1                 | 0                 | 0                 | 2000/01                            |   |   |                                             |
| 13. | Zaporiżkoks Zaporoże (Nadija)    | 0                 | 2                 | 2                 |                                    |   |   |                                             |
| 14. | DSS Zaporoże                     | 0                 | 1                 | 6                 |                                    |   |   |                                             |
| 15. | Winner Ford Uniwersytet Zaporoże | 0                 | 1                 | 1                 |                                    |   |   |                                             |
| 16. | Hirnyk Krasnohoriwka             | 0                 | 1                 | 0                 |                                    |   |   |                                             |
| 16. | Sportlider+ Chmielnicki          | 0                 | 1                 | 0                 |                                    |   |   |                                             |
| 18. | Jenakijeweć Jenakijewe           | 0                 | 0                 | 4                 |                                    |   |   |                                             |
| 19. | Nika Dniepropetrowsk             | 0                 | 0                 | 1                 |                                    |   |   |                                             |
| 19. | Kardynał Równe                   | 0                 | 0                 | 1                 |                                    |   |   |                                             |
| 19. | Tytan Pokrowśke                  | 0                 | 0                 | 1                 |                                    |   |   |                                             |

### Klasyfikacja według miast
Siedziby klubów: Stan na 31 maja 2024.
| Miasto          | Liczba tytułów | Kluby                                                                              |
| --------------- | -------------- | ---------------------------------------------------------------------------------- |
| Kijów           | 7              | Interkas Kijów (3), HIT Kijów (2), SKIF-Slid Kijów (1), Unisport-Budstar Kijów (1) |
| Donieck         | 5              | Szachtar Donieck (5)                                                               |
| Lwów            | 5              | Enerhija Lwów (3), Tajm Lwów (2)                                                   |
| Chersoń         | 4              | Prodexim Chersoń (4)                                                               |
| Charków         | 3              | Łokomotyw Charków (3)                                                              |
| Odessa          | 3              | Łokomotyw Odessa (3)                                                               |
| Iwano-Frankiwsk | 2              | Urahan Iwano-Frankiwsk (2)                                                         |
| Dniepr          | 1              | Mechanizator Dniepropetrowsk (1)                                                   |

## Uczestnicy
Są 78 zespołów, które wzięli udział w 33 sezonach Mistrzostw Ukrainy, które były prowadzone od 1992 aż do sezonu 2024/25 łącznie. Żadna z drużyn nie była obecna w każdym w każdej edycji.
Pogrubione zespoły biorące udział w sezonie 2024/25.
- 23 razy: Enerhija Lwów
- 21 razy: Urahan Iwano-Frankiwsk
- 18 razy: Kardynał Równe
- 12 razy: DSS Zaporoże, Jenakijeweć Jenakijewe, Sokił Chmielnicki, Szachtar Donieck, Uniwer-Łoko Charków
- 11 razy: Interkas Kijów, ŁTK Ługańsk
- 10 razy: Łokomotyw Charków, Politechnik Krzemieńczuk, Zaporiżkoks Zaporoże
- 9 razy: HIT Kijów, Kyjiw-NPU Kijów
- 8 razy: DJuSSz-5-Mehaprom Donieck, Sumyhaz Sumy, TWD Lwów
- 7 razy: MFK Równe, More Illicziwśk, Prodexim Chersoń
- 6 razy: InBew-NPU Żytomierz/Kijów, SumDU Sumy, Tajm Lwów
- 5 razy: Budiweł-WW Dniepropetrowsk, Mechanizator Dniepropetrowsk, Tytan Pokrowśke, Ukraina Lwów
- 4 razy: Korpija Kijów, Łokomotyw Odessa, Monolit Charków
- 3 razy: Awanhard Żółte Wody, Epicentr K-Awanhard Odessa, Fortuna Dniepropetrowsk, Fotopryład Czerkasy, Hirnyk Krasnohoriwka, Kontynhent Żytomierz, Metropoliten Kijów, MSK Charków, Ołeksandr Charków, Unisport-Budstar Kijów, Wodejar Krzemieńczuk, Wuhłyk Makiejewka
- 2 razy: Aurora Kijów, AFFK Sumy, De Trading Mykołajiwka, Doncement Amwrosijiwka, Enerhija Czernihów, in.IT Lwów, Kyjiwśka Ruś Donieck, MFK Odessa, PFS Sewastopol, Płaneta-NUChT Kijów, Prywat Krzywy Róg, Riatuwalnyk Romny, Rita Charków, SkyUp Futsal Kijów, Sławutycz Sławuta, Tełekom Donieck, Viva Cup Charków, Winner Ford Uniwersytet Zaporoże
- 1 raz: ARPI Zaporoże, Athletic Futsal Dniepr, CLUST Kijów, Czerkasyobłenerho Czerkasy, DChTI Dniepropetrowsk, Enerhija Chersoń, Inha Charków, Inturist Zaporoże, Lubart Łuck, Łukas Krzemieńczuk, Majak Charków, Metałurh Wołodymyriwka, Orbita Zaporoże, SKIF-Slid Kijów, Sucha Bałka Żółte Wody, Uni-Laman Odessa, Wułkan Czerkasy